# Les Vacances de l'inspecteur Tahar
Pour plus de détails, voir Fiche technique et Distribution.
Les Vacances de l'inspecteur Tahar (en arabe : عطلة المفتش الطاهر (Eutlat almufatish altaahir), est un film algérien réalisé par Moussa Haddad, sorti en 1972.

## Synopsis

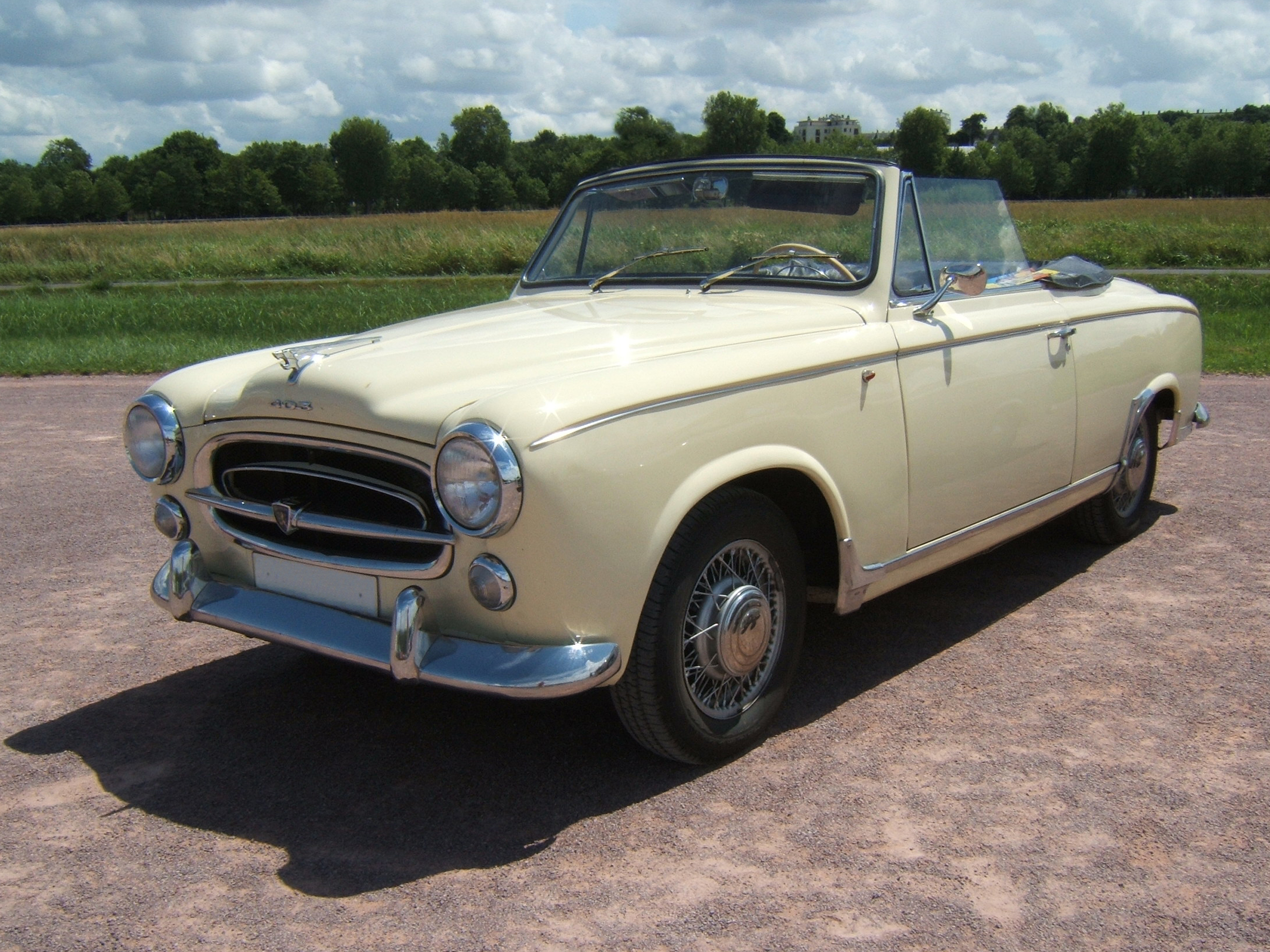
Peugeot 403 cabriolet, une des icones du film

L'inspecteur Tahar et son apprenti, sont invités par Mama Traki, héroïne populaire tunisienne, à passer leurs vacances à Tunis. Avant de quitter Alger, ils font halte dans un complexe touristique où une femme accompagnée de son mari louent une chambre mais le mari est différent de celui sur les photos. L'enquête pleine de surprises et de rebondissements les mènera jusqu'à Tunis où ils retrouveront Ommi Traki et sa famille...
La scène du harcèlement sexuel dont est victime l'inspecteur, a été censurée pour la version diffusée à la télévision algérienne.

## Fiche technique
- Titre français : Les Vacances de l'inspecteur Tahar
- Titre original : عطلة المفتش الطاهر (Eutlat almufatish altaahir)
- Réalisation : Moussa Haddad
- Scénario : Hadj Abderrahmane
- Photographie : Rachid Merabtine
- Montage : Rachid Benallal
- Musique : Ahmed Malek
- Production : ONCIC
- Pays d'origine :  Algérie
- Langues originales : arabe, français et anglais
- Format : Couleur - 35 mm
- Durée :  110 minutes
- Date de sortie : 
  -  Algérie : 1972
  -  France : 1972
  -  Royaume-Uni : 1973

## Distribution
- Hadj Abderrahmane : L'inspecteur Tahar
- Yahia Benmabrouk : L'Appranti
- Zohra Faïza : Ommi Traki
- Mohamed Ben Ali : Ali, le fils d'Ommi Traki
- Nadia Akkache :
- Hassan El-Hassani : le maire
- Sissani
- Mahmoud Aziz
- Ben Khabchach
- Salah El Mehdi : Salah, le mari d'Ommi Traki
- Hédi Semlali : Le commissaire tunisien
- Abdessalem El Bech : Le frère d'Ommi Traki